# Kim Bum-soo
Kim Bum Soo (Hangul: 김범수; Hanja: 金範修) nascido em 26 de janeiro de 1979, é um cantor de R&B e soul sul-coreano, famoso por seus vocais suaves e baladas emotivas.
Kim Bum Soo é o primeiro artista coreano a fazer uma marca nas paradas musicais norte-americanas, com sua canção 'Hello Goodbye Hello', que alcançou a 51ª posição na Billboard Hot 100 em 2001.